# Hawker Hunter
Hawker Hunter er en subsonisk britisk jetjager, udviklet og bygget af Hawker Siddeley for Royal Air Force (RAF) sidst i 1940erne og først i 1950erne. Flyet var designet til at benytte den nye Rolls-Royce Avon turbojetmotor og det nye koncept med tilbagestrøgne vinger. Prototypen fløj i 1951, og den 7. september 1953 satte den hastighedsrekord for jetfly med 727.63 mph (1171,01 km/t; 632,29 knob). Flyet havde en tophastighed på mach 0,94, men kunne gennembryde lydmuren under dyk. De første fly indgik i aktiv tjeneste i RAF i 1954. Den blev benyttet som en manøvredygtig interceptor dagjager, og afløste hurtigt førstegenerations jetfly som Gloster Meteor og de Havilland Venom, mens Gloster Javelin fungerede som altvejrs- og natjager.
To af RAFs opvisningshold brugte Hunter: "Black Arrows", som satte rekord ved at loope 24 Hunters i formation, og senere "Blue Diamonds", som optrådte med 16 fly. Adskillige varianter blev fortløbende fremstillet, efterhånden som der fremkom bedre motorer. Brændstofkapaciteten blev forøget, og andre forbedringer blev løbende indført. Hunter blev eksporteret i stor stil, til i alt 21 udenlandske luftvåben.
Efter at den supersoniske English Electric Lightning afløste Hunter som interceptor i 1960'erne, blev særligt fremstillede varianter af Hunter benyttet som jagerbomber og som rekognosceringsfly. Tosædede versioner forblev i tjeneste ved RAF og Royal Navy til først i '90erne til træning og sekundære roller, og 60 år efter at flyet blev taget i drift var det stadigt i tjeneste ved det Libanesiske Luftvåben i 2014. Hunter kom i kamp i mange forskellige konflikter. Der blev produceret 1.972 Hunters af Hawker Aircraft og efterfølgeren, Hawker Siddeley, og flyet blev derudover bygget på licens i udlandet. I britisk tjeneste blev Hunter afløst af Lightning, af Hawker Siddeley Harrier og af McDonnell Douglas F-4 Phantom II.

## Udvikling

### Oprindelse
2. verdenskrig sluttede i 1945, og Clement Attlees Labour fik regeringsmagten. Atlee-regeringens opfattelse var at der ikke ville udbryde større konflikter i mindst et årti, og derfor kunne man vente til 1957 med at udvikle eller indkøbe nye fly. Som følge, på nær enkelte undtagelser som Hawker Sea Hawk til Royal Navy, var alle bestillinger på nye fly kun til forsøgsformål.  Forfatteren Derek Wood beskrev denne politik som: "...en fatal fejlvurdering, der ville koste Storbritannien en fuld generation af jager- og bombefly".
Sidst i 1940'ne, under begyndelsen af den kolde krig, blev det klart for RAF at det var uopsætteligt nødvendigt at udvikle og indkøbe moderne jagere med f.eks. tilbagestrøgne vinger. Det stod på dette tidspunkt klart at den nye jetmotor ville være fremtiden for jagerfly. Mange firmaer reviderede deres designs så de kunne anvende den nye motor. Hawker Aviations chefdesigner, Sydney Camm, havde foreslået Hawker P.1040 til RAF, men ikke formået at vække interesse. Modifikationer til det grundlæggende design førte til Hawker Sea Hawk, en hangarskibsbaseret jager. Sea Hawk havde desværre en lige vinge og en Rolls-Royce Nene turbojetmotor; begge disse elementer blev hurtigt forældede.
For at opnå bedre ydelse og opfylde Ministeriets specifikation E.38/46, designede Sydney Camm Hawker P.1052, som grundlæggende var en Sea Hawk med en 35° tilbagestrøget vinge. Den fløj første gang i 1948 og demonstrerede gode egenskaber, men gik ikke i produktion. Hawker fortsatte for egen regning med at ombygge den anden prototype med tilbagestrøget haleplan, revideret skrog og en enkelt jetudstødning i halen, og kaldte den Hawker P.1081. Den fløj første gang i 1950 og tiltrak sig interesse fra Royal Australian Air Force (RAAF), men udviklingen gik i stå på grund af problemer med motorens efterbrænder. I 1951 gik den eneste prototype tabt i et styrt.

### P.1067
I 1946 udstedte det britiske Air Ministry specifikation F.43/46, som beskrev en jetdrevet interceptor dagjager. Camm fremstillede omgående et nyt design for en jager med tilbagestrøgne vinger, som skulle anvende Rolls-Royce Avon turbojetmotoren, der var under udvikling. Avons største fordel i forhold til den tidligere Nene motor, var at den benyttede en aksial kompressor, som gav større trykkraft og en mindre motordiameter; en enkelt Avon leverede cirka samme trykkraft som de to Rolls-Royce Derwent i en Gloster Meteor tilsammen. I marts 1948 udstedte Air Ministry en revideret specifikation F.3/48, som krævede en hastighed på 629 mph (1.010 km/t) i 45.000 ft (13.700 m) og en stor stigeevne, mens flyet bar en bevæbning af enten fire 20 mm (0,79 in) eller to 30 mm (1,18 in) kanoner, i stedet for det storkalibrede maskingevær som de tidligere specifikationer forlangte. Designet havde først en T-hale (som den langt senere F-104 Starfighter) og et enkelt luftindtag i næsen, men i løbet af kort tid blev luftindtagene flyttet til vingerødderne for at give plads til radar og bevæbning i næsen, og halen blev erstattet med en mere konventionel type af stabillitetshensyn.
I 1950 medførte udbruddet af Koreakrigen, og Storbritanniens involvering i denne konflikt, at en lang række ordrer blev udstedt; behovet for moderne jagere blev fundet så presserende, at RAF var villig til at acceptere mellemløsninger mens man stadig søgte at udvikle mere højtydende jagere. RAF mente i særdeleshed at to foreslåede jagere fra Hawker Aircraft og Supermarine var af største betydning, og placerede derfor bestillinger på disse fly før de havde forladt tegnebordet. Ideen med at bestille to uprøvede fly var en slags forsikring - hvis det ene fly fejlede, ville det andet måske være brugbart. De to fly blev til henholdsvis Hawker Hunter og Supermarine Swift.
P.1067 fløj første gang, fra RAF Boscombe Down, den 26. juli 1951 med Neville Duke som pilot. Flyet havde en Avon 103 motor med 6.500 lbf (28,91 kN) trykkraft. Den anden prototype, som var udstyret med standard flyinstrumenter, bevæbning og en Avon 107 motor (7.550 lbf / 33,58 kN trykkraft) fløj første gang den 5. maj 1952. For at sikre sig mod udviklingsproblemer med Avon motoren, modificerede Hawker flystellet så det kunne tage en anden aksial turbojet, Armstrong Siddeley Sapphire 101, som havde 8.000 lbf (35,59 kN) trykkraft. Den tredje prototype fik en Sapphire, og fløj første gang 30. november 1952.
Den 16. marts 1953 fløj det første produktionsfly, en Hunter F.1, udstyret med en 7.600 lbf (33,80 kN) Avon 113 turbojet. De første 20 var reelt en præ-produktionsserie, og fik et stort antal større og mindre "one-off" modifikationer som f.eks. særlige flaps og et skrog udformet efter arealreglen. Den 7. september 1953 brød den eneste eksisterende Hunter Mk.3 (den modificerede første prototype, WB 188) verdensrekorden i hastighed for jetfly. Den havde Neville Duke i førersædet, og opnåede 727,63 mph (1.171,01 km/t) over Littlehampton, West Sussex. Denne verdensrekord stod i under tre uger før den, den 25. september 1953, blev slået af Hunters rival, Supermarine Swift, fløjet af Michael Lithgow.

## Design

### Overblik
Hunter trådte i tjeneste ved Royal Air Force som en interceptor. Det var det første jetfly, som Hawker havde fremstillet for RAF. Fra starten stod det klart at flyet leverede enestående præstationer, og var det første RAF jagerfly der var i stand til at matche English Electric Canberra bomberen. Hunter satte også et antal rekorder indenfor flyvning, heriblandt hastighedsrekorden. Typen blev også rost for dens lave klargøringstid, som blev muliggjort af bl.a. den udskiftelige kanon'pakke', brændstofpåfyldning under overtryk, og mere generelt, flyets lette håndtering under flyvningen.
Den endelige version af Hunter var FGA.9, og de fleste eksportversioner var baseret på denne. Selv om Supermarine Swift oprindeligt var mere politisk opportunt for den britiske regering, viste Hunter sig at være langt mere succesfuld, og havde en langvarig tjenestetid ved forskellige operatører, til dels på grund af sine lave vedligeholdelseskrav og billige driftsomkostninger.
Efterhånden som RAF modtog nyere fly, der var i stand til at flyve med supersonisk hastighed, overtog disse rollen som interceptor, og mange Huntere blev modificeret og udstyret til at udføre jordmålsangreb og rekognosceringsflyvninger i stedet for. Huntere der blev vurderet som overskud i forhold til RAF's krav blev hurtigt renoveret og solgt udenlands. Hunter blev indkøbt af et betydeligt antal lande; ud over de tidligere RAF fly, blev cirka halvdelen af de knap 2.000 producerede Huntere fremstillet til udenlandske brugere. Hunter forblev i operationel tjeneste hos RAF i over 30 år. Så sent som 1996 var der stadig i hundredvis i tjeneste ved operatører verden rundt.

### Bevæbning og udstyr
De ensædede jagerversioner af Hunter var bevæbnet med fire 30 mm (1,18 in) ADEN kanoner, med 150 skud ammunition pr. kanon. Kanonerne og ammunitionsmagasinerne var indbygget i en fælles ramme eller 'pakke', der kunne fjernes fra flyet for hurtig genladning og vedligeholdelse. Det var usædvanligt at kanonløbene ikke fulgte 'pakken', men forblev i flyet mens pakken blev genladt eller udskiftet. I den tosædede version var der monteret en enkelt, eller i nogle eksportversioner, to 30 mm ADEN kanoner med et udskifteligt magasin. Senere versioner af Hunter blev udstyret med SNEB kapsler; det var 68 mm (2,68 in) raketprojektiler i et 18-skuds magasin. Disse var effektive imod jordmål.
Hunter havde en radar monteret i næsen, denne afgav afstandsmålingen til det gyroskopiske kanonsigte, til brug for skydning efter luftmål. Andet udstyr inkluderede pylon-monterede eksterne brændstoftanke under vingerne, et fremadvendt kamera der blev aktiveret samtidigt med kanonerne, og store strømlinede kapser under kanonpakken, der skulle opsamle brugte patronhylstre. Flybesætningerne kaldte uærbødigt kapslerne "Sabrinaer", efter en datidig storbarmet skuespillerinde. Adskillige varianter blev udstyret med halemonterede bremsefaldskærme. Typisk blev eksportmodeller af Hunter udstyret til at være kompatible med yderligere missiltyper, som f.eks. AIM-9 Sidewinder luft-til-luft missiler og AGM-65 Maverick luft til jord-missiler.

### Layout og struktur
Hunter er et konventionelt helmetals monoplan med tilbagestrøgne eller pilformede vinger. Flystellet er af selvbærende ("monocoque") konstruktion, den agterste del af skroget kan fjernes for vedligeholdelse af motoren. Motoren får sin indsugningsluft gennem trekantede luftindtag i vingerødderne, og har en enkelt jetudstødning bagest i skroget. De midt-monterede vinger har forkanten tilbagestrøget 35° og har en let anhedral vinkel (vingerne bøjet let nedad), haleplan og halefinne er også tilbagestrøget. De aerodynamiske kvaliteter i Hunter kom i tiltagende grad under pres på grund af modifikationer i de senere produktionsmodeller, såsom tilføjelsen af eksterne beholdere til opsamling af brugte ammunitionshylstre ("Sabrinaer"), droptanke under vingerne for at forøge rækkevidden, Modifikationer af vingeforkanten for at modvirker vanskeligheder med styringen, og en stor ventral luftbremse.
Flystellet i en Hunter består af seks udskiftelige hoveddele:

- det forreste skrog som indeholder cockpittet og kanonpakken

- centerskroget, som bærer de integrerede vingerødder og luftindtagene

- agterste skrog

- empennagen (haleplan, halefinne, højde- og sideror)

- to vinger.

Produktionen var opdelt så hoveddelene kunne produceres individuelt, og fremstillingen kunne spredes for at reducere sårbarheden over for angreb. Det var vanskeligt at opnå den bedste gennemløbstid for produktionen; til det første fly krævedes det at der skulle udvikles 3.250 specialværktøjer, og der skulle indkøbes 40.000 fixturer, forme og værktøjer til en Hunter-produktionslinje.

### Motor
P.1067 fløj første gang fra RAF Boscombe Down den 20. juli 1951, forsynet med en 6.500 lbf (28,91 kN) Rolls-Royce Avon 103 motor, taget fra en English Electric Canberra bomber. Den anden prototype var forsynet med en 7.550 lbf (33,58 kN) Avon 107 turbojet. Hawkers tredje prototype var forsynet med en 8.000 lbf (35,59 kN) Armstrong Siddeley Sapphire 101. Produktionsfly blev forsynet med enten en Avon- eller Sapphire-motor.
Tidligt i Hunterens tjeneste viste det sig at Avon motorerne opererede med meget små surge marginer, og havde en bekymrende tendens til kompressorstalls når kanonerne blev affyret, nogen gange resulterende i et flameout (motorstop, forbrændingen stopper). Metoden med "fuel dipping", at reducere brændstofmængden til motoren mens kanonen blev affyret, viste sig at være en tilfredsstillende løsning. Selvom Sapphire motorerne ikke havde samme flameout problem som Avon, og oveni købet havde bedre brændstoføkonomi, led mange Hunters med Sapphire-motorer under en hel del motorsvigt. RAF valgte at fortsætte med Avon for at simplificere forsyninger og vedligeholdelse, eftersom Canberra bomberen benyttede samme motor.
RAF ønskede højere trykkraft end Avon 100 - serien kunne levere; som respons udviklede Rolls-Royce Avon 200 motorserien. Dette var et næsten komplet nyt design, udrustet med en ny kompressor der kunne få bugt med surge problemerne, et annulart forbrændingskammer, og et forbedret brændstofkontrolsystem. Den resulterende Avon 203 leverede 10.000 lbf (44,48 kN) trykkraft, og var motoren i Hunter F.6.

## Operationel historie

### Royal Air Force
Hunter F.1 trådte i tjeneste ved Royal Air Force i juli 1954. Det var det første højhastigheds jetfly, med radar og fuld servostyring, som gik i udbredt tjeneste ved RAF. Hunter erstattede Gloster Meteor, Canadair Sabre, og de Havilland Venom jetjagerne. Til at begynde med begrænsede den lille brændstoftank flyets rækkevidde; brændstoffet rakte kun til cirka en times flyvetid. Et tragisk uheld skete den 8. februar 1956, hvor en formation af otte Hunters blev henvist til en anden flyveplads på grund af dårligt vejr. Seks af de otte fly løb tør for brændstof og styrtede, en af piloterne blev dræbt.
Et andet problem under flyets introduktion var Avon motorens tendens til kompressorstalls og surges. F.2, som benyttede en Armstrong-Siddeley Sapphire motor, led ikke under dette problem. Yderligere problemer viste sig; udkastede patronhylstre fra kanonerne havde en tendens til at ramme og beskadige undersiden af skroget, og det viste sig nødvendigt at bortlede røggassen fra kanonerne. Problemet med patronhylstrene blev løst; på F.4 blev der tilføjet et sæt strømlinede beholdere under cockpittet til at opfange hylstrene, de tidligere nævnte "Sabrinaer". De originale luftbremser forårsagede slemme problemer med flyets trim, og blev erstattet med en enkelt stor luftbremse på undersiden. Dette betød at luftbremsen ikke kunne bruges under landing.
For at løse problemet med flyvetid, blev vingen ændret og fik brændstofposer' lagt ind i forkanten som ekstra tanke. Derudover fik vingerne "våde" hardpoints (pyloner til droptanke). Resultatet af alle disse ændringer var Hunter F.4. Den første fløj den 20. oktober 1954, og tiltrådte tjeneste i marts 1955. F.4 med en Sapphire motor blev kaldt Hunter F.5.
RAF modtog senere Huntere med en forbedret Avon motor. Avon 203 leverede 10.000 lbf (44,48 kN) trykkraft, og blev først monteret i flystel XF833, som dermed blev den første Hunter F.6. Andre ændringer på F.6 var et revideret layout af brændstoftankene, tankene midt i skroget blev erstattet af nye tanke i agterenden; "Mod 228" vingen, der havde et udtalt 'hak' som kunne løse nogle strømningsproblemer der kunne forårsage et pitch-up; og fire "våde" hardpoints, som langt om længe gav flyet en god rækkevidde. Hunter F.6 fik firmabetegnelsen Hawker P.1099.
- Under Suez-krigen i 1956, fløj Huntere, baseret på RAF Akrotiri i Cypern, eskorte for English Electric Canberra bombere på missioner over Egypten. På grund af den dårlige rækkevidde blev de for det meste benyttet til lokalt luftforsvar.

- Under opstanden i Brunei i 1962, benyttede Royal Air Force Hunter og Gloster Javelin til at yde support for de britiske jordstyrker; Hunter blev benyttet til jordmålsangreb og overflyvninger for at skræmme og fastholde rebellerne. I et tilfælde stod adskillige gidsler overfor at blive henrettet af rebellerne, men Huntere overfløj lokaliteten mens Royal Marines fra 42. Commando reddede gidslerne under hårde kampe. 

- Under konflikten på Borneo 1963–66 blev Huntere og andre RAF fly benyttet på Borneo og i Malaya.

- I Aden, maj 1964, blev Hunter FGA.9 og FR.10 benyttet ekstensivt imod oprørere. SAS enheder ville rutinemæssigt tilkalde luftstøtte til særdeles præcise jordmålsangreb, og Hunter viste sig velegnet til opgaven. Den benyttede hovedsageligt sine 30 mm ADEN kanoner, såvel som 3-tommers højeksplosive raketter. Hunter gjorde fronttjeneste indtil UK trak sig ud af Aden i november 1967.
I 1963 blev Hunter F.6 afløst som dagjager/interceptor af den langt hurtigere English Electric Lightning. Mange F.6 jagere blev konverteret til FGA.9 og fik en ny opgave som luftstøttefly. FGA.9 var i fronttjeneste fra 1960 til 1971, sammen med det tæt relaterede Hunter FR.10 Rekognosceringsfly. Hunter blev også benyttet af to opvisningshold; "Black Arrows" som satte rekord ved at loope og tønderulle 22 Huntere i formation, og senere "Blue Diamonds" som fløj 16 Huntere.
Hunter blev benyttet som træningsfly for udenlandske og Commonwealth studenter. Disse fly forblev i tjeneste, selv efter Hawk T.1 trådte i tjeneste midt i 1970erene. Tosædede trænerversioner af Hunter, T.7 og T.8, forblev i tjeneste til træning og sekundære roller ved RAF og Royal Navy indtil tidligt i 1990erne; først da Blackburn Buccaneer blev afviklet, var der ikke længere behov for Hunter trænere, og de udtrådte derfor af tjenesten.

### Norden

#### Sverige
Det svenske Flygvapnet var den første eksportkunde med 120 Hunter F.Mk 50 under den svenske betegnelse J 34 (jaktflygplan typ 34).
Først i 1950-erne, fandt Flygvapnet, at der var behov for en interceptor der kunne nå fjendtlige bombere i større flyvehøjder end J 29 Tunnan, der dengang udgjorde rygraden i det svenske jagerforsvar. En kontrakt på 120 Hawker Hunter Mk.50 (stort set identiske med Mk.4) blev derfor underskrevet den 29. juni 1954, og de første fly blev leveret den 26. august 1955. Typen fik den svenske betegnelse J 34 og blev tildelt eskadrillerne F 8 og F 18, der havde til opgave at forsvare Stockholm. J 34 var bevæbnet med fire 30 mm (1.18 in) kanoner og to Sidewinder missiler. Flygvapnets opvisningshold Acro Hunters benyttede fem stk. J 34 sidst i 1950erne. J 34 blev op igennem 1960'erne gradvist afløst af den supersoniske J 35 Draken og tildelt andre eskadriller, F 9 i Göteborg og F 10 i Ängelholm.
Et projekt der skulle forbedre egenskaberne af J 34 resulterede i at en enkelt Hunter blev forsynet med en svensk-udviklet efterbrænder i 1958. Selv om dette gav en betydelig forøgelse af motorens trykkraft, gav det meget lidt forbedring af flyets samlede egenskaber, og projektet blev derfor lagt på hylden. De sidste J 34 udtrådte af tjeneste i 1969.

#### Danmark
Allerede i 1953 kom den første Hunter til Danmark. Testpiloten Neville Duke demonstrerede den 25. oktober en F.1 over Københavns lufthavn i Kastrup, og det lykkedes ham at gennembryde lydmuren. Flyvevåbnet fik senere på dagen lejlighed til at kikke nærmere på flyet.
Flyvevåbnet ønskede herefter at anskaffe Hawker Hunter som afløser for Gloster Meteor. Under flere øvelser havde Meteor tydeligt demonstreret hvor forældet den var overfor de nyere flytyper. Den 3. juli 1954 blev der skrevet kontrakt på en leverance af 30 stk. Hunter F.Mk.51; de to første ankom til Flyvestation Ålborg den 31. januar 1956. Den 10. september 1956 var alle 30 fly leveret. F.Mk.51 var næsten identisk med F.4, men adskilte sig fra tidligere versioner ved at have en kraftigere motor, større brændstofkapacitet og mulighed for anbringelse af våbenlast ophængt under vingerne.
Det var en større sag for piloterne at skulle omskoles til Hunter. Først skulle piloterne - som noget nyt - gennemgå et omfattende kursusforløb, derefter ville første flyvetur foregå solo, med en instruktør siddende i flyvepladsens kontroltårn. Flyvevåbnet havde endnu ikke en to-sædet Hunter. Dette var selvfølgeligt uhensigtsmæssigt; den 31. december 1956 bestilte Flyvevåbnet to stk. Hunter T.Mk.53 tosædede træningsfly for at lette omskolingen.
Hawker Hunter blev meget populær blandt de danske piloter; flyet fløj lige så godt som det så ud. Flyet blev karakteriseret som et fremragende fly med gode flyveegenskaber, både i høj og lav fart.
I 1959 gjorde man sig overvejelser om at konvertere Hunter fra dagjager til jagerbomber. En vurdering viste, at det kunne lade sig gøre ved at anskaffe yderpylons til pods med 2,75" raketter og medføre op til 1000 punds bomber på inderpylons. Projektet kom dog aldrig længere end til papiret, i modsætning til hvad der skete i andre lande. De 30 F.Mk.51 blev brugt fra 1956-74 af eskadrille 724 som dagjager. I alt 11 danske Hunters havarerede gennem årene.
I 1967 blev der indkøbt 2 stk. tosædede HUNTER T.7 fra det hollandske flyvevåben: Flyvevåbnet havde fået Lockheed F-104 Starfighter som våbenhjælp fra 1964. For at undgå nyuddannede og uerfarne piloter på F-104 skulle ESK 724 give piloterne et års jagertræning først. Det gav større gennemtræk i eskadrillen og større behov for omskoling.
Hunters sidste flyvning i Danmark fandt sted 30. april 1974. De overlevende Huntere blev fløjet til Ålborg og konserveret i håbet om et senere salg. Den 31. oktober 1975 blev 16 stk. F.Mk.51 og de fire tosædede fly sendt til HSA (Hawker Siddeley Aircraft) i England, der håbede på at kunne videresælge dem. Dette mislykkedes, og flyene er blevet spredt over det meste af verden på museer og hos private og flysamlere. Kun et eksemplar blev tildelt til museumsbrug, 47-401 som står på Danmarks Flymuseum i Stauning.

### Afrika

#### Rhodesia
Op igennem 1950erne var Royal Rhodesian Air Force en vigtig eksportkunde for Storbritannien, og indkøbte ikke kun Huntere men også De Havilland Vampire og Canberra bombere. Rhodesia indsatte sine Hunter FGA.9 ekstensivt imod ZANLA- og ZIPRA-guerillaer under den Rhodesiske Bush Krig aka. Zimbabwes Befrielseskrig sidst i 1960'erne og gennem 1970erne, af og til endda på raids over grænserne til Zambia og Mozambique.

#### Somalia
Under Siyaad Barres regime i Somalia, foretog den aldrende flåde af Huntere, ofte ført af tidligere rhodesiske soldater, adskillige bombetogter rettet imod rebeller sidst i 1980erne.

#### Zimbabwe
Efter Sydrhodesia skiftede navn til Zimbabwe, fløj Huntere tilhørende Zimbabwes Luftvåben missioner for at støtte Laurent Kabilas loyalister under den Afrikanske Verdenskrig 1998 - 2003. Flyene blev rapporteret som involveret i Borgerkrigen i Mozambique.

### Asien

#### Libanon
Hawker Hunter tjente ved Det Libanesiske Luftvåben fra 1958 til 2014. En libanesisk Hunter nedskød en israelsk jet over Kfirmishki først i 1960erne; piloten blev taget som fange af de libanesiske væbnede styrker. En Hunter blev skudt ned af Israels Luftvåben på den første dag af seksdageskrigen i 1967. De blev lejlighedsvis benyttet under den Libanesiske borgerkrig 1975 - 1990, gik til sidst fuldstændigt ud af brug, og blev oplagret i 1980erne.
I august 2007 planlagde de libanesiske væbnede styrker at reaktivere de oplagrede Huntere efter konflikten i 2007, for at tage sig af Fatah al-Islam militante i Nahr el-Bared lejren nord for Tripoli. Programmet blev forsinket på grund af manglende reservedele til flyene, som for eksempel ladninger til Martin-Baker katapultsæderne. Den 12. november 2008, 50 år efter flyet oprindeligt blev taget i drift, blev fire af luftvåbnets otte Huntere igen taget i tjeneste ved 2.eskadrille, baseret i Rayak: et tosædet fly og tre enkeltsædede. Der blev holdt militære øvelser med flyene, som f.eks. dem der blev afholdt 12. juli 2010. Hunterene blev endegyldigt taget ud af tjeneste i 2014.

#### Irak
Mellem 1964 og 1975 leverede både Storbritannien og Frankrig betydelige mængder våben, herunder Hawker Hunter, til Irak. Hunter var langt mere effektiv til at nedkæmpe guerillastyrker end de russiske MiG-17 som var i tjeneste i Irak. In 1967 kom irakiske Huntere i kamp efter seksdageskrigen mellem Israel og adskillige af deres arabiske naboer. Under udmattelseskrigen 1968-1970 fløj irakiske Huntere som regel fra baser i Egypten og Syrien. Det lykkedes Flight Lieutenant Saiful Azam, udlånt fra Det Pakistanske Luftvåben, at nedskyde tre israelske jetfly, heriblandt en Sud Aviation Vautour og en Mirage IIICJ, i en Hunter fra den irakiske luftbase H3.

#### Jordan
Nogle missioner under udmattelseskrigen blev fløjet af Det Kongelige Jordanske Luftvåben, men de fleste jordanske Huntere var blevet ødelagt på jorden den første dag af seksdageskrigen. Jordan indkøbte Huntere til erstatning for de mistede fra Storbritannien og fra Saudi-Arabien efter krigen. Disse fly blev med betydelig succes benyttet mod den syriske hærs tanks under den Sorte September i 1970.

#### Indien
I forbindelse med en større våbenhandel med Storbritannien, købte Indien 140 stk. ensædede Hunter jagerfly i 1954. Omtrent på samme tid annoncerede Pakistan at de havde indkøbt et antal North American F-86 Sabre jetjagere. Det indiske luftvåben var de første til at benytte Hunter T.66 trænere, den første ordre blev placeret i 1957. Den kraftigere motor var en fordel i et varmt klima, og tillod en større takeoff vægt. I 1960erne undersøgte Pakistan mulighederne for at indkøbe op til 40 stk. English Electric Lightning, men briterne var ikke entusiastiske, på grund af den skade som forholdet med Indien sandsynligvis ville lide. Indien ventede på dette tidspunkt endnu på at aftage et stort antal ex-RAF Huntere.
Ved udbruddet af den Kinesisk-Indiske krig i 1962, havde Indien samlet en af Asiens største luftstridsmagter, og Hunter var nationens primære og mest kapable interceptor. Under konflikten demonstrerede Hunter klart sin overlegenhed over Kinas russiske MiG-jagere, og gav Indien en strategisk fordel i luften; luftovermagten afskrækkede effektivt de kinesiske Ilyushin Il-4 bombere fra at angribe mål i Indien. I 1962 valgte Indien Mikoyan-Gurevich MiG-21 som sin første supersoniske jager; i 1970 var den aldrende Hunter stort set fortrængt af de russiske fly.
Hunter kom til at spille en hovedrolle under krigen med Pakistan i 1965; sammen med Gnat var Hunter indiens primære luftforsvarsjager, og kom ofte i kamp med de pakistanske F-86 Sabres og F-104 Starfighters. Under luftkrigen startede begge sider tusinder af flyvninger på en enkelt måned. Begge sider hævdede at have vundet, Pakistan hævdede at have ødelagt 104 fly og selv mistet 19, og Indien hævdede at have ødelagt 73 fly og selv mistet 35. På trods af de intense kampe var konflikten reelt uafgjort.
Indiske Huntere udførte ekstensive operationer under den Indisk-Pakistanske krig i 1971; Indien havde seks kampklare eskadriller Hunter ved begyndelsen af konflikten. Pakistansk infanteri og panserstyrker angreb den Indiske forpost i Longewala. Seks Huntere stationeret på Jaisalmer Air Force Base klarede at stoppe den pakistanske fremmarch mod Longewala ved at udføre non-stop bombeangreb. Flyene angreb tanks, pansrede mandskabsvogne og kanonstillinger, og bidrog dermed til de i stigende grad kaotiske tilstande på slagmarkens, som til sidst førte til den pakistanske tilbagetrækning. Huntere blev også benyttet til mange jordmålsangreb og raids indenfor den pakistanske grænse, som f.eks. bombningen af Attock olieraffinaderiet for at begrænse de pakistanske brændstofforsyninger. Efter konflikten hævdede Pakistan at have skudt 32 Huntere ned.
På grund af budgetproblemer efter krigen i 1971 blev indkøb af nye flytyper aflyst, og den lokalt udviklede HAL HF-24 Marut opfyldte ikke forhåbningerne. Som følge valgte IAF at beholde de aldrende Hunter jagere og English Electric Canberra bombere. Efter at have overvejet adskillige udenlandske jagerfly til at erstatte Hunter, endte regeringen i oktober 1978 med at indkøbe 200 stk. SEPECAT Jaguar, hvoraf de fleste skulle samles lokalt. I 1996 blev den sidste Hunter taget ud af tjeneste, og eskadrillen overgik til at flyve Sukhoj Su-30MKI.

#### Singapore
Singapore var en entusiastisk operatør af Hunter. De første fly blev bestilt i 1968 under en massiv ekspansion af bystatens militære styrker; leverancerne startede i 1971 og var komplette i 1973. Det skabte dengang stor international kontrovers fordi UK (og som det senere blev afsløret, USA) havde nægtet at sælge jagerfly til nabostaten Malaysia, hvilket gav frygt for et lokalt rustningskapløb. Singapores Luftvåben (RSAF) endte med at modtage 46 renoverede Huntere til at udstyre to eskadriller.
Sidst i 1970erne blev Singapores Hunter flåde opgraderet og modificeret af Lockheed Aircraft Services Singapore (LASS) og fik et ekstra hardpoint under den forreste del af skroget plus to pyloner under indervingen, udelukkende egnet til AIM-9 Sidewinder, hvilket gav syv hardpoints til eksternt brændstof og våben. Efter opgraderingen fik flyene de nye typenumre FGA.74S, FR.74S og T.75S. RSAF Black Knights, RSAF's kunstflyvnings- og opvisningshold, fløj Hunter fra 1973 til 1989.
I 1991 bestod Singapores flåde af kampfly af bl.a. General Dynamics F-16 Fighting Falcon, Northrop F-5 Tiger II, såvel som de lokalt moderniserede og opgraderede ST Aerospace A-4SU Super Skyhawk. Hunter var stadigt aktiv, men i sammenligning med de andre typer, forældet. Hunter udtrådte til sidst af tjeneste i 1992, og de 21 overlevende flystel blev i 1995 solgt til en australsk forhandler, Pacific Hunter Aviation Pty.

### Europa

#### Belgien og Holland
Det Belgiske Luftvåben modtog 112 Hunter F.4s i årene 1956-1957 som erstatning for Gloster Meteor F.8. Flyene blev bygget på licens i både Belgien og Holland i et fælles program, nogle af flyene blev finansieret med offshore midler fra USA. SABCA og Avions Fairey byggede 64 fly i Belgien, og yderligere 48 blev bygget i Holland af Fokker. Hunter blev benyttet af de belgiske eskadriller 1, 3 og 9, men var ikke i tjeneste længe; allerede i 1958 blev 1. eskadrilles fly erstattet med Avro Canada CF-100 Canuck, og de fleste blev derefter ophugget.
Belgien og Hollands regeringer bestilte herefter den forbedrede Hunter F.6, og det Belgiske Luftvåben modtog 112 Fokker-byggede fly i årene 1957-1958. Selv om de blev bygget i Holland, blev 29 fly samlet i Belgien af SABCA og 59 af Avions Fairey. Efter to eskadriller blev nedlagt i 1960 og 1963, blev et stort antal af de overlevende Huntere solgt til Hawker Aircraft og renoveret til re-eksport til Indien og Irak, mens nogle gik til Chile, Kuwait og Libanon.

#### Schweiz
Efter en ekstensiv evaluering af Hawker Hunter, North American F-86 Sabre og Folland Gnat i 1957, valgte regeringen i januar 1958 at indkøbe 100 stk. Hunter for at erstatte de gamle de Havilland Vampire jagere, og samtidigt at opgive FFA P-16, som endnu var under udvikling. Den første ordre på 100 ensædede Huntere bestod af 12 renoverede ex-RAF F.6 og 88 nybyggede F.58.
De schweiziske Huntere tjente som interceptor jagere, med en sekundær rolle som ildstøttefly. Fra 1963 og frem blev de yderste vingepyloner modificeret til at bære to AIM-9 Sidewinder (en) luft-til-luft missiler. I rollen som ildstøttefly kunne Hunter medføre konventionelle bomber, såvel som forskellige typer napalm bomber. Som interceptor blev Hunterne suppleret af et jord-til-luft-missil (SAM) forsvarssystem, også indkøbt fra UK, og baseret på Bristol Bloodhound. En del af Hunter flåden var permanent placeret som reserve i fjerntliggende hangarer på bjergsiderne. Det var planlagt at i tilfælde af en storkonflikt kunne disse fly hentes frem, klargøres med kort varsel og flyves fra nærtliggende hovedveje, der kunne benyttes som midlertidige startbaner.
Opvisningsholdet Patrouille Suisse benyttede Hawker Hunter i adskillige årtier. Fly i daglig tjeneste fik monteret røggeneratorer på jetudstødningen og benyttet til opvisning, senere blev opvisningsflyene malet i et distinkt rødt og hvidt mønster. Teamet blev officielt stiftet den 22. august 1964, og benyttede Hunter indtil denne trådte ud af tjeneste i 1994. Teamet fortsatte herefter opvisningsflyvningerne med nyere flytyper.
Hunter flåden overlevede adskillige forsøg på at finde en efterfølger. I tilfældet Dassault Mirage III skyldtes det i højere grad eksploderende omkostninger og dårlig projektledelse end at flyet var dårligere end Hunter. Et andet forsøg ledte til en konkurrence mellem den franske Dassault Milan og den amerikanske LTV A-7 Corsair II. Selv om A-7 blev valgt som vinder, endte det i 1974 med at yderligere 30 renoverede Huntere (22 stk. F.58A og otte T.68 trænere) blev købt i stedet for.
I 1975 blev Hunter erstattet som interceptor med Northrop F-5E Tiger II. Hunter havde fortsat en nøglerolle; ligesom RAF's Huntere, blev typen landets primære ildstøttefly, og afløste dermed de Havilland Venom. De schweiziske Huntere havde allerede flere muligheder for bevæbning end de tilsvarende RAF fly. Schweizerene var blevet clearet til at benytte Oerlikon 80 mm raketter i stedet for de bedagede 3-tommers raketter som RAF benyttede, de kunne bære bomber på både de indre og ydre pyloner, og de kunne affyre AIM-9 Sidewinder luft-til-luft missiler. Ændringen til en primær luft-til-jord rolle resulterede i Hunter 80 opgraderingen, tilføjede chaff og flare dispensere, og muliggjorde anvendelsen af BL755 klyngebomber og AGM-65 Maverick luft-til-jord missiler.
Opdagelsen af revner i vingerne førte i 1990 til en hurtig udfasning af alle Hunter F.58A. Afslutningen af den kolde krig tillod også schweizerne at tage Hunter ud af tjeneste før forventet, endda før afløseren, McDonnell Douglas F/A-18 Hornet, ankom. Hunter var fuldt udgået i 1994. Forfatteren Fiona Lombardi hævdede at med udfasningen af Hunter, havde Schweiz "...definitivt mistet evnen til at udføre luft-til-jord operationer...".

### Sydamerika

#### Chile
Chile fik sine Huntere gennem '60erne og '70erne. I juni 1973 løb den Liberianske olietanker Napier på grund ved Guamblin Island, og lækkede 30.000 tons olie. Efter besætningen var reddet, beskød chilenske Huntere vraget for at sætte det i brand og - om muligt - afbrænde den transporterede olie for at formindske miljøkatastrofen. Metoden var ikke effektiv.
Under Militærkuppet i Chile blev nogle Huntere benyttet af officerer under bestræbelserne op at styrte Chiles præsident, Salvador Allende, den 11. september 1973. Den 10. september beordrede kuplederene at flyene skulle forlægges til Talcahuano som en del af forberedelserne. Morgenen efter blev flyene benyttet til at bombe præsidentpaladset, Allendes hus i Santiago, og et antal radiostationer der var loyale over for regeringen. Før statskuppet havde UK underskrevet kontrakter for leverance af yderligere syv Hawker Hunter, såvel som på at udføre renovering af motorer og leverancer af andet udstyr. Den britiske regering, under ledelse af premierminister James Callaghan forsinkede leverancen af flyene, sammen med leverancer af skibe og ubåde; fagforeningerne gik i aktion og blokerede leverancen af de renoverede jetmotorer fra fabrikken i East Kilbride indtil oktober 1978. Aktionen blev ledt af Rolls-Royce arbejderne Bob Fulton, Robert Sommerville og John Keenan, som klarede at gemme motorerne i fabrikken. Den 16. april 2015 tildelte Chiles regering den højeste civile dekoration, Bernardo O'Higgins Ordenens Storkors, til de tre arbejdere for deres solidariske handlinger. I 1982, efter Falklandskrigen, blev et antal Huntere sendt som luftfragt til Chile som en del af arrangementerne for at yde support til britiske operationer i Sydatlanten.
Chiles indkøb af Huntere var muligvis en faktor da Peru besluttede at indkøbe samme flytype. UK var ivrig efter at sælge flyene til Peru eftersom beslutningen om at sælge fly til Chile blev en politisk "varm kartoffel" for den Britiske regering efter kuppet i Chile; salget til Peru hjalp også det britiske koncept med regional "balancering".

## Varianter
Med omkring 65 kendte varianter udgør dette emne en separat artikel.

## Operatører

### Militære operatører
Abu Dhabi
- Abu Dhabi Forsvarsstyrker (Abu Dhabi Defence Force Air Wing) - ingen data.[124]

 Belgien
- Det Belgiske Luftvåben (nederlandsk: Luchtcomponent, fransk: Composante air) - 112 stk. F.4 1956-1959, 56 stk. F.6 1957-1963.[125]

 Chile
- Det Chilenske Luftvåben (spansk: Fuerza Aérea de Chile) - 53 stk. F.71 i årene 1967-1995.[126]

 Danmark
- Flyvevåbnet - 30 stk. F.51 indkøbt i 1956, 2 stk. T.53 i 1958 og 2 stk. T.7 i 1967. Alle flyene udtrådte af tjeneste i 1974.[127][128][129]

 Indien
- Indiens Luftvåben ('Indian Air Force', (Sanskrit) भारतीय वायु सेना, Bhāratīya Vāyu Senā) - ingen reference. Se ovenfor under 'Indien'. 140 stk. ensædede Hunter jagerfly i 1954, derudover et antal T.66 trænere fra 1957. Den sidste Hunter blev taget ud af tjeneste i 1996.

 Irak
- Iraks Luftvåben (Iraqi Air Force (IQAF or IAF); arabisk: القوة الجوية العراقية, Al Quwwa al Jawwiya al Iraqiya) (kurdisk: هێزی ئاسمانی عێراقی )) - ingen data.

 Jordan
- Det Kongelige Jordanske Luftvåben (Royal Jordanian Air Force (RJAF); arabisk:  سلاح الجو الملكي الأردني , Silāḥ ul-Jawu al-Malakī ’al-Urdunī) - 25 stk F.6 og 6 stk. T.66/66A/B/C 1959-1975, 3 stk. FR.10 1961-1967, 4 stk F.60 og 2 stk. T.70 1967-? og endelig 26 stk. FGA.73/73A/73B 1968-1975.[130]

 Kenya
- Kenyas Luftvåben (Kenya Air Force, KAF) - ingen data.[131]

 Kuwait
- Kuwaits Luftvåben (Kuwait Air Force) - 4 stk. FGA.57 1965-1976, 5 stk. T.67 1965-1980 og 2 stk. FGA.9 1967-1971.[132][131]

 Libanon
- Det Libanesiske Luftvåben (Lebanese Air Force (LAF), (arabisk: القوات الجوية اللبنانية Al Quwwat al-Jawwiya al-Lubnaniyya)) - 10 stk. FGA.70 indkøbt 1958, 3 stk. T.66C i 1965 og 6 stk. FGA.70A i 1975. Alle disse udgik senest i 2014. Derudover 1 stk T.69 i 1963.[133]

 Holland
- Det hollandske luftvåben (nederlandsk: Koninklijke Luchtmacht, KLu) - 96 stk. F.4 1955-1963, 93 stk. F.6 1957-1968, 17 stk. T.7 og 3 stk. T.75 1958-1968.[134]

 Oman
- Omans Kongelige Luftvåben (Royal Air Force of Oman, RAFO — سلاح الجو السلطاني عمان - Silāḥ al-Jaww as-Sulṭāniy ‘Umān) - 8 stk. F.6, 2 stk. FR.10, to T.66, en T.66B og to T.67, alle i drift 1975-1991 plus to F.73, 18 stk. F73A og tre F.73B i årene 1975-1993.[135][136]

 Peru
- Det Peruvianske Luftvåben (spansk: Fuerza Aérea del Perú, FAP) - 17 stk. F.52, i tjeneste 1956-1977.[137]

 Qatar 
- Emiratet Quatars Luftvåben (Qatar Emiri Air Force) - 3 stk. FGA.78 og en enkelt T.79, i tjeneste 1971-1981.[139]

- Rhodesia
- Rhodesias Luftvåben - Ingen data. Sandsynligvis Hunter FGA.9 fra engang i 1950'erne til statens nedlæggelse.[140]

 Saudi-Arabien
- Det Kongelige Saudiarabiske Luftvåben ((arabisk: القوات الـجوية الـملكية الـسعودية, al-quwwāt al-ğawwiyyah al-malakiyyah as-suʿūdiyyah)) - Ingen data.

 Singapore
- Singapores Luftvåben (Republic of Singapore Air Force, RSAF) - En enkelt F.4 i tjeneste 1970-1972, plus 12 stk. F.74 (1970-1991), 4 stk. T.75 (1970-1992), 4 stk. FR.74A (1971-1992), 5 stk. T.75A (1972-1992) og endelig 22 stk. FR.74B (1972-1992).[141][29]

 Somalia
- Somalias Luftvåben (Somali Air Force) - Ingen data. Eftersom landet reelt er opløst, er der ingen pålidelige data ang. antal og type af fly, og hvad der er blevet af dem.

 Sverige
- Det Svenske Flyvevåben (svensk: Flygvapnet) - 120 stk. F.50 under navnet J 34, i tjeneste fra 1955-1969.[142]

 Schweiz
- Schweiz' Luftvåben (tysk: Schweizer Luftwaffe; fransk: Forces aériennes suisses; italiensk: Forze aeree svizzere; rætoromansk: Aviatica militara svizra) - 100 stk. F.58 indkøbt i 1958. Dertil kom 52 stk. F.58A i 1971 og 8 stk. T.68 i 1974. Alle overlevende fly udgik i 1994.[143]

 Storbritannien
- Royal Air Force- Ingen data, men cirka halvdelen af alle producerede Huntere har gjort tjeneste ved RAF.
- Royal Navy - Seks eller flere T.7, ukendt tjenestetid. 41 stk. T.8 i tjeneste 1959-1990 og 40 stk. GA.11 1962-1995.[144]

 Zimbabwe
- Zimbabwes Luftvåben (Air Force of Zimbabwe) - 25 stk. FGA.9, 'arvet' fra Rhodesia, plus en enkelt T.7 indkøbt i 1981. De overlevende fly udgik i 2002.[145]

### Civile operatører
Et antal civile organisationer opererer eller har opereret Hunter som luftmål eller som simuleret trussel under en militær kontrakt. Andre Huntere er ejet af museer og andre organisationer med henblik på udstilling og/eller forevisning i airshows:
AeroGroup
- Det Amerikanske firma AeroGroup har tidligere ejet 11 Huntere, inkl. F.6, F.58 og T.8 træner, for regeringsarbejder.[kilde mangler]

Airborne Tactical Advantage Company (ATAC)
- Det Amerikanske firma ATAC, baseret på Williamsburg International Airport i Newport News, Virginia, flyver 14 ex-schweiziske F.58 under U.S. regeringskontrakter.[146]

Apache Aviation
- Under kontrakt af den Franske flåde. Apache er baseret på Istres i Provence, Frankrig, og bliver ofte sendt til Lorient og Landivisiau i Bretagne, eller andre lokationer som krævet. Opererer to enkeltsædede og en tosædet Hunter. Operationerne foregår i samarbejde med Lortie Aviation.[147]

Delta Jets
- Opererede mellem 1995 og 2010 fra Kemble Airport nær Cirencester, England med tre flyvedygtige Huntere. Firmaet blev likvideret i 2010. Hunter G-FFOX (WV318) er nu i tjeneste ved Hunter Flight Academy.[148]

Den hollandske Hawker Hunter stiftelse
- Flyver med en tosædet T.8C og en ensædet F.6A i RNLAF farver. Flyene er baseret på Leeuwarden Air Base i Holland.[149]

Embraer
- Benytter en ex-Chilensk Hunter T.72 som følgefly under flyvetests.[150]

Hawker Hunter Aviation
- Firmaet er baseret på RAF Scampton, og har en flåde af 12 ensædede Mk.58 og tre tosædede (T.7 and T.8), såvel som en del andre fly for at kunne levere højhastigheds angrebssimulation, mission support træning og andre tjenester.[151]

Heritage Aviation
- Flyver "Miss Demeanour", en Mk.58A i privat eje og fløjet som et opvisningsfly.[kilde mangler]

Hunter Flight Academy.
- Ejer og flyver Hunter T.7a G-FFOX (WV318) callsign "FireFox" - en tosædet Hunter i "Black Arrows" farber og markeringer. Flyet er baseret på North Weald Airfield i UK.[152]

Hunter Flying Ltd. (nu Horizon Aircraft Services Ltd.)
- Baseret på MOD St Athan i Wales. Hunter Flying Ltd vedligeholder over 15 privatejede Huntere.[153]

Lortie Aviation
- Et Canadisk firma, tidligere kendt som Northern Lights Combat Air Support, baseret i Quebec City og ejer 21 Huntere. Flyene er hovedsageligt tidligere Schweitziske F.58 varianter der bliver leaset til militæret til forskellige former for træning.[154]

Thunder City
- Thunder City, baseret på Cape Town International Airport i Sydafrika har tre flyvedygtige Huntere i tjeneste.[155] De fire sidste af firmaets syv Huntere blev sat på auktion i april 2013.[156]

## Udstillede fly
Australien
- Hunter F-6, senere FR-74S XF437 i Historical Aircraft Restoration Society, Wollongong, NSW, Australien[157]

 Belgien
- Hunter F.4 i Royal Museum of the Armed Forces and Military History, Bruxelles, Belgien

 Canada
- Hunter T.7 XL600, statisk udstilling, Jet Aircraft Museum, London, Ontario, Canada.[158]

 Danmark
- Hunter F.Mk.51 udstillet i Danmarks Flymuseum, Stauning.[56]

 Tyskland
- Hunter F.6 i Militärhistorisches Museum Flugplatz Berlin-Gatow, Tyskland

 Storbritannien
- Hunter WT694 i Caernarfon Airworld Museum, Wales
- Hunter WV396 i RAF Valley, Wales
- Hunter GA.11 WV382, statisk udstilling, East Midlands Aeropark
- Hunter F.6A XE627 i Imperial War Museum Duxford, Cambridgeshire
- Hunter FR.10, statisk udstilling, East Midlands Aeropark
- Hunter T.7 XL565 på Bruntingthorpe Aerodrome, Leicestershire (plus dele af WT745 & XL591)[159]
- Hunter XL 568 i RAF Museum Cosford
- Hunter T.7 XL569, statisk udstilling, East Midlands Aeropark
- Hunter T.8M XL580 i Fleet Air Arm Museum, Somerset
- Hunter T.7 XL623 opstillet på en pæl i bymidten, uden for et butikscenter på Chobham rd. i Woking, Surrey[160]
- Hunter F.51 E419 i North East Aircraft Museum, Sunderland
- Hunter F.51 E412 i Brooklands Museum, Weybridge, Surrey
- Hunter F.51 E421 i Brooklands Museum, Weybridge, Surrey
- Hunter FGA.78 N-268 i Yorkshire Air Museum, Elvington, North Yorkshire
- Hunter T.7 XL572 malet blå for at ligne lederflyet fra Blue Diamonds opvisningsholdet. Det fremgår ikke hvor flyet står.
- Hunter T.7 XL571 i Yorkshire Air Museum, Elvington, North Yorkshire
- Hunter T.7 XL618 i Newark Air Museum, Newark-on-Trent, Nottinghamshire[161]
- Hunter F.1 WT651 i Newark Air Museum, Newark-on-Trent, Nottinghamshire[162]
- Hunter F.1 WT680 står på parkeringspladsen foran Anglia Motel, Fleet Hargate, Lincolnshire, lidt vest for King's Lynn, UK. [163]
- Hunter F.6 XF527 står portvagt foran RAF Halton, Halton, Buckinghamshire
- Hunter F.6A XF375 i Boscombe Down Aviation Collection, Wiltshire
- Hunter Mk. 3 WB188 i Tangmere Military Aviation Museum, Chichester, Sussex

## Uheld og hændelser
- 8. februar 1956 – Som følge af pludseligt indtruffet dårligt vejr efter en kampøvelse over Norfolk, England, styrtede seks fly efter at være løbet tør for brændstof. En pilot omkom.

- 7. juni 1957 – Kollision i luften mellem to Huntere under en øvelse til et flyshow, nær RAF North Weald, Essex, England. Den ene Hunter klarede at halte til Stansted, hvor det lykkedes den at lande på den meget lange landingsbane; det andet fly (XF525) styrtede ned på Epping-Ongar jernbanen ved North Weald. Piloten, F/O David C Garrett (27) blev dræbt. Skinnerne blev svært beskadiget og et tog kørte af sporet. Tre af de 20 togpassagerer blev let kvæstet, lokomotivføreren, Arthur Green, blev hædrende omtalt for sine handlinger under uheldet. Vraggods fra flyet kunne ses i området i mange år efter.[164]

- 30. januar 1962 – Den anden Hunter involveret i North Weald kollisionen (XE621) styrtede i en urelateret ulykke, hvor flyet stallede mens det omkredsede et øvelsesmål. Det ramte jorden ved Papenburg, Vesttyskland, og eksploderede. Piloten blev dræbt. Et nybygget hus blev ødelagt, og en civilist blev ramt af vraggods og såret, mens han forsøgte at løbe bort fra ulykkesstedet.[165]

- 5. april 1968 – Piloten Alan Pollock fløj uden tilladelse sin Hunter igennem Tower Bridge i London. Moralen blandt piloterne var lav: regeringen mente alt kunne klares med missiler, den britiske flyindustri var stort set ødelagt, der var nedskæringer overalt i RAF. Oven i købet nægtede regeringen at festligholde stiftelsen af RAF 50 år tidligere. Som protest mod alt dette forlod Pollock sin formation, omkredsede Parlamentet tre gange i lav højde, vippede med vingerne over Royal Air Force Memorial - og fløj igennem Tower Bridge. Vel vidende han ville miste sin pilotstatus fortsatte han til en række flyvepladser hvor han "hilste på" ved at flyve på ryggen henover pladsen i ca. 50-60 meters højde. Nogen tid efter landingen blev han arresteret, men blev bortvist fra RAF af "medicinske årsager": regeringen ønskede ikke ydmygelsen ved at han offentligt skulle redegøre for sin protest ved at stå foran en krigsret.

- 6. juli 2006 – Hunter Mk.58 N58MX fløjet af Robert "Bob" Guilford styrtede efter takeoff henimod slutningen af Hillsboro Airshow. Piloten blev dræbt, og der skete en del materielle ødelæggelser på jorden. Efter styrtet blev resten af airshowet aflyst. Flyet havde været statisk udstillet, og piloten var på vej hjem til sin bolig i Californien da styrtet skete.[166]

- 18. maj 2012 – Hawker Hunter styrter i Ventura County, Californien[167]

- 29. oktober 2014 – Endnu en Hunter styrter i Ventura County, Californien[168]

- 22. august 2015 – En Hunter T7 (G-BXFI/WV372) styrtede ned mens den deltog i Shoreham Airshow 2015. Flyet ramte den firesporede hovedvej A27 tæt ved flyvepladsen. Elleve personer på jorden blev dræbt og mange, heriblandt piloten, svært kvæstet. Vidner fortalte at flyet ikke var kommet betids ud af et loop. Den britiske flyhavarikommission (AAIB) konkluderede at piloten havde forsøgt loopet i for lav højde og med for lav hastighed. AAIB konkluderede at piloten sandsynligvis havde forvekslet parametrene for Hunteren med dem for den Jet Provost han havde fløjet kort tid før, og dermed havde husket det forkerte datasæt for det fly han befandt sig i.[169][170]

## Specifikationer (Hunter F.6)
| Besætning:         | 1                           | Pilot                                                     |
| Længde:            | 45 ft. 11 in.               | 14,00 m                                                   |
| Højde:             | 13 ft. 2 in.                | 4,01 m                                                    |
| Spændvidde:        | 33 ft. 8 in.                | 10,26 m                                                   |
| Vingeareal:        | 349 ft²                     | 32,42 m²                                                  |
| Tomvægt:           | 14.122 lb                   | 6.405 kg                                                  |
| Max. vægt:         | 17.750 lb                   | 8.050 kg                                                  |
| Max. takeoff vægt: | 24.600 lb                   | 11.158 kg                                                 |
| Motor:             | 1 stk. Rolls-Royce Avon 207 | turbojet                                                  |
| Trykkraft:         | 10.145 lbf.                 | 45,13 kN                                                  |
| Max. fart:         | Mach 0.94, 620 kn           | 715 mph, 1,150 km/t ved havoverfladen                     |
| Rækkevidde:        | 385 nmi                     | 445 mi, 715 km                                            |
| Envejs:            | 1.650 nmi                   | 1.900 mi, 3.060 km med eksterne brændstoftanke            |
| Max.flyvehøjde:    | 50.000 ft.                  | 15.240 m                                                  |
| Stigehastighed:    | 17.200 ft/min               | 87,4 m/s                                                  |
| Vingebelastning:   | 51.6 lb/ft²                 | 251,9 kg/m²                                               |
| trykkraft/vægt:    | 0.56                        |                                                           |
| Bevæbning:         |                             |                                                           |
| Kanoner:           | 4 x 30 mm (1.18 in) ADEN    | revolverkanoner, hver med 150 skud.                       |
| Hardpoints:        | 4 stk. under vingerne       | 7 stk, heraf 1 under kroppen på Singapores FGA/FR.74S     |
| Hp. bæreevne:      | 7.400 lb                    | 3.400 kg                                                  |
| Raketter:          | max. 4 x Matra raketstyr    | Hver med 18 × SNEB 68 mm (2.68 in) raketter eller         |
|                    |                             | 32× Hispano SURA R80 80 mm (3.15 in) raketter             |
| Missiler:          | 4 x AIM-9 Sidewinder        | Luft-til-luft missil, kun på Singapores FGA/FR.74S        |
|                    | 2 x AIM-9 Sidewinder        | kun på Hollandske F.6, Svenske Mk.50 og Schweiziske Mk.58 |
|                    | 4 x AGM-65 Maverick         | Luft-til-jord missil, kun på Singapores FGA/FR.74S        |
|                    | 2 x AGM-65 Maverick         | kun på Schweiziske Mk.58                                  |
| Bomber:            | mange typer koventionelle   |                                                           |
| Andet:             | 2 × 230 US gallons (870 l)  | droptanke                                                 |
| Avionics:          | Ekco ARI 5820               | radar                                                     |

### Citater
1. ↑  "Straight and Level". Flight International: 954. 9. december 1971.
2. 1 2  fighter-planes.com. "Hunter, Hawker" (engelsk). Arkiveret fra originalen 24. september 2015. Hentet 24. august 2015.
3. 1 2  Wood 1975, p. 40.
4. ↑  Wood 1975, pp. 40-43.
5. ↑  Wood 1975, pp. 43-45.
6. ↑  Mason 1991, pp. 355–356.
7. ↑  Griffin 2006, p. 15.
8. ↑  Mason 1991, pp. 368–370.
9. ↑  Mason 1991, p. 373.
10. ↑  Jackson 1982, p. 8.
11. ↑  Mason 1992, p. 368.
12. ↑  Jackson 1982, p. 10.
13. ↑  Wood 1975, pp. 43-46.
14. ↑  Wood 1975, pp. 45-46.
15. 1 2 3 4  Jackson 1982, p. 11.
16. 1 2 3  Griffin 2006, pp. 17–18.
17. ↑  Griffin 2006, pp. 18–19.
18. ↑  "R.Ae.C. Award Winners." Flight International, 5. februar 1954. Hentet: 3. movember 2009.
19. ↑  "Speed Record Again Broken?" Saskatoon Star-Phoenix, 25. september 1953.
20. 1 2 3  Flight 1955, p. 243.
21. ↑  Geiger 2004, p. 170.
22. ↑  Laming 1996, p. 53.
23. ↑  Chesneau 1985, pp. 1-3.
24. 1 2  Laming 1996, p. 51.
25. ↑  Mason 1991, p. 375.
26. 1 2  Griffin 2006, p. 27.
27. 1 2  Flight 1955, p. 242.
28. ↑  Chesneau 1985, p. 3.
29. 1 2 3 4 5 6 7 8  Atkins, Peter. "Singapore or Bust."Air Forces Monthly, Issue 67, november 1994.ISSN 0955-7091.
30. 1 2 3  Donnet World Air Power Journal, Volume 20, Spring 1995, p. 141.
31. ↑  Chesneau 1985, pp. 1-2.
32. ↑  Flight 1955, pp. 239-242.
33. 1 2  Law 2002, pp. 211–212.
34. 1 2 3 4 5  Griffin 2006, p. 19.
35. 1 2  Griffin 2006, pp. 25–26.
36. 1 2 3  Griffin 2006, p. 26.
37. 1 2 3  "Hawker Hunter FGA9 Aircraft History - Post-World War Two Aircraft". Arkiveret 5. januar 2011 hos  Wayback Machine RAF Museum. Hentet: 9. april 2011.
38. ↑  "Hunter Aircraft (Report of Inquiry)." Arkiveret 6. august 2016 hos  Wayback Machine Hansard, 25. april 1956. Hentet: 23. august 2009.
39. ↑  Law 2002, p. 167.
40. ↑  Griffin 2006, p. 25.
41. ↑  Skardon 2010, p. 478.
42. ↑  Griffin 2006, p. 93.
43. ↑  Fowler and Lyles 2006, p. 10.
44. 1 2  Fowler and Lyles 2006, p. 5.
45. ↑  Moulton, J.L. The Royal Marines. London: Leo Cooper, 1972. ISBN 978-0-85052-117-7.
46. ↑  Scholey and Forsyth 2008, pp. 135, 137.
47. ↑  Scholey and Forsyth 2008, p. 169.
48. ↑  "Black Arrows History." Royal Air Force, Retrieved: 9 April 2011.
49. ↑  Griffin 2006, p. 30.
50. 1 2  Jackson 1982, p. 70.
51. ↑  Mason 1991, p. 600.
52. 1 2 3  Griffin 2006, p. 431.
53. ↑  Mason 1991, pp. 398–399.
54. 1 2 3 4 5  Stall Aviation Besøgt 18. april 2017
55. 1 2 3  Draken.dk Besøgt 18. april 2017
56. 1 2  Flymuseum.dk Besøgt 18. april 2017
57. ↑  Petter-Bowyer 2005, p. 52.
58. ↑  "Fireforce Exposed: the Rhodesian Security Forces and their Role in Defending White Supremacy". Anti-Apartheid Movement, 1979, p. 51.
59. ↑  Lefebvre 1992, p. 251.
60. ↑  Beckett and Pimlott 1985, p. 168.
61. ↑  "وقائع العرض العسكري الذي سيقام بمناسبة عيد الاستقلال ." Arkiveret 16. december 2014 hos  Wayback Machine lebarmy.gov.lb, 21. november 2008. Hentet 23. juli 2009.
62. ↑  Hirst 2010, pp. 100–101.
63. ↑  Rolland 2003, p. 186.
64. ↑  "Helicopter bombs." Arkiveret 28. september 2007 hos  Wayback Machine yalibnan.com. Retrieved: 23 July 2009.
65. 1 2  Lake Air International March 2011, p. 77.
66. ↑  "Hawker Hunters to Exercise in Lebanese Airspace." naharnet.com. Retrieved: 22. august 2010.
67. ↑  Rayner, Gordon (25. august 2015). "Shoreham air crash: Hawker Hunter had been mothballed three times but 'could have flown for 70 more years'". The Telegraph. London. Hentet 2015-12-08.
68. ↑  Curtis 1986, p. 128.
69. 1 2  Pollack 2002, p. 294.
70. ↑  Pollack 2002, p. 295.
71. ↑  Bahl and Syed 2003, p. 201.
72. ↑  Fricker and Green 1958, p. 160.
73. ↑  Kavic 1967, p. 109.
74. ↑  Griffin 2006, p. 31.
75. ↑  Pytharian 2000, p. 130.
76. ↑  Gupta 1997, p. 33.
77. 1 2  Sieff 2009, p. 83.
78. ↑  Sieff 2009, p. 84.
79. ↑  Gupta 1997, pp. 41-42.
80. ↑  Coggins 2000, p. 163.
81. ↑  1965, Book Excerpt - The India-Pakistan Air War of. "One Vs Four : The complete story of Alfred Cooke's epic air combat. - Bharat Rakshak:Indian Air Force". Arkiveret fra originalen 22. april 2017. Hentet 18. april 2017.{{cite web}}:  CS1-vedligeholdelse: Numeriske navne: authors list (link)
82. ↑  Mohan and Chopra 2005, p. 41.
83. ↑  Singh, Jasjit. "The 1965 India-Pakistan War: IAF’s Ground Reality". The Sunday Tribune, 6 May 2007.
84. ↑  Van Creveld, 2012, pp. 286-287.
85. ↑  Coggins 2000, pp. 163–164.
86. 1 2  Coggins 2000, p. 165.
87. 1 2  Nordeen 1985, p. 100.
88. ↑  Jackson 1990, p. 128.
89. ↑  Coggins 2000, p. 166.
90. ↑  Gupta 1997, pp. 48-49.
91. ↑  Smith 1994, pp. 99-100.
92. ↑  Datta, Saikat."Rest Over, Upgraded Sukhois Set to Fly Again". Indian Express, 27. september 2002.
93. ↑  Jeshurun 1975, pp. 18–19.
94. ↑  "RSAF First Squadron Hunter." Arkiveret 31. juli 2016 hos  Wayback Machine Pacific Hunter Aviation. Hentet: 15. april 2011.
95. ↑  "Black Knights - History". Arkiveret 30. august 2008 hos  Wayback Machine Republic of Singapore Air Force. Hentet: 15. april 2010.
96. ↑  "Hunter for sale." Arkiveret 16. februar 2011 hos  Wayback Machine Pacific Hunter Aviation. Hentet 15. april 2011.
97. 1 2 3 4 5  Jackson 1977, pp. 63–73.
98. ↑  Jackson 1990, p. 84.
99. ↑  Mason 1985, pp.126-127
100. 1 2 3  Lombardi 2007, p. 50.
101. ↑  Condon 2007, pp. 8-9.
102. ↑  Donnet World Air Power Journal, Volume 20, Spring 1995, p. 138.
103. 1 2  Lake Wings of Fame Volume 20, p. 96.
104. 1 2 3  Martin 1996, p. 321.
105. ↑  Lombardi 2007, p. 51.
106. ↑  Anselmino 1990, p. 21-23.
107. ↑  Anselmino1990, pp. 21-23.
108. ↑  Patrouille Suisse. Arkiveret 24. januar 2016 hos  Wayback Machine Swiss Air Force. Hentet: 14. april 2011.
109. ↑  Donnet World Air Power Journal Volume 20 Spring 1995, p. 140.
110. ↑  Martin 1996, p. 322.
111. 1 2  Lake Wings of Fame Volume 20, pp. 81–82.
112. 1 2  Braybrook Air International July 1981, p. 26.
113. ↑  Donnet World Air Power Journal Volume 20, Spring 1995, p. 145.
114. ↑  Lake Wings of Fame Volume 20, pp. 82, 96.
115. ↑  Senior 2003, pp. 33–34, 74.
116. ↑  Lombardi 2007, p. xiii.
117. 1 2  Arce 2004, p. 17.
118. ↑  SIGWEB Sistemas integrados de Gestión, Carlos Saldivia, Las desconocidas historias de los tres derrames de petróleo en Chile Arkiveret 21. september 2013 hos  Wayback Machine, Hentet: 18. sptember 2013
119. ↑  Phythian 2000, p. 105.
120. ↑  S.A., AyerViernes. "Embajada de Chile en el Reino Unido  » Blog Archive   » Embajador Rolando Drago condecora a trabajadores escoceses". Arkiveret fra originalen 27. april 2015. Hentet 18. april 2017.
121. ↑  "The Falklands Campaign – the Chilean connection." Arkiveret 30. april 2012 hos  Wayback Machine spyflight.co. Hentet: 19. september 2013.
122. ↑  Phythian 2000, p. 129.
123. ↑  Phythian 2000, pp. 105–106, 130.
124. ↑  Jackson 1990, p. 131.
125. ↑  Aeroflight: Belgium Besøgt 17. april 2017
126. ↑  Aeroflight: Chile Besøgt 17. april 2017
127. ↑  Aeroflight: Denmark Arkiveret 25. maj 2017 hos  Wayback Machine Besøgt 17. april 2017
128. ↑  Jackson 1990, p. 17.
129. ↑  Schrøder, Hans (1991). "Royal Danish Airforce". Ed. Kay S. Nielsen. Tøjhusmuseet, 1991, p. 63. ISBN 87-89022-24-6.
130. ↑  Aeroflight: Jordan Arkiveret 19. marts 2017 hos  Wayback Machine Besøgt 17. april 2017
131. 1 2  Jackson 1990, p. 137.
132. ↑  Aeroflight: Kuwait Arkiveret 13. juli 2019 hos  Wayback Machine Besøgt 17. april 2017
133. ↑  Aeroflight: Lebanon Arkiveret 19. april 2017 hos  Wayback Machine Besøgt 17. april 2017
134. ↑  Aeroflight: Netherlands Besøgt 17. april 2017
135. ↑  Aeroflight: Oman Arkiveret 13. juli 2019 hos  Wayback Machine Besøgt 17. april 2017
136. ↑  Jackson 1990, p. 138.
137. ↑  Aeroflight: Peru Besøgt 18. april 2017
138. ↑  Jackson 1990, p. 139.
139. ↑  Aeroflight: Qatar Arkiveret 13. juli 2019 hos  Wayback Machine Besøgt 18. april 2017
140. ↑  Jackson 1982, p. 68.
141. ↑  Aeroflight: Singapore Arkiveret 13. juli 2019 hos  Wayback Machine Besøgt 18. april 2017
142. ↑  Aeroflight: Sweden Besøgt 18. april 2017
143. ↑  Aeroflight: Switzerland Arkiveret 19. april 2017 hos  Wayback Machine Besøgt 18. april 2017
144. ↑  Aeroflight: UKnavy Besøgt 18. april 2017
145. ↑  Aeroflight: Zimbabwe Besøgt 18. april 2017
146. ↑  "Aircraft". Arkiveret 28. oktober 2011 hos  Wayback Machine Airborne Tactical Advantage Company. Hentet: 2. november 2011.
147. ↑  "Fleet". Arkiveret 25. august 2016 hos  Wayback Machine Apache Aviation. Hentet: 14. aril 2011.
148. ↑  "Delta Jets". Arkiveret 25. september 2017 hos  Wayback Machine Touchdown Aviation Hentet: 3. april 2015.
149. ↑  "Dutch Hawker Hunter Foundation." Arkiveret 17. maj 2017 hos  Wayback Machine Dutch Hawker Hunter. Hentet: 3. november 2009.
150. ↑  "Embraer liveried Hunter." Airliners. Hentet: 3. november 2009.
151. ↑  "Our Aircraft". Hawker Hunter Aviation. Hentet 19. marts 2017.
152. ↑  "Hunter Flight Academy." Arkiveret 23. maj 2017 hos  Wayback Machine hunterflightacademy.com.
153. ↑  Salter, Matthew. "Hunter Flying." Hunter Flying Ltd., March 2012. Retrieved: 26 March 2012.
154. ↑  "Lortie Aviation Inc." Lortie Aviation. Hentet: 6. december 2009.
155. ↑  "Cape Town Jets: Thunder City." Incredible Adventures, 2009. Retrieved: 7 October 2009.
156. ↑   Liquidity Services Inc, retrieved 27th Dec 2013.
157. ↑  "Hawker Hunter FR-74S - HARS". Arkiveret fra originalen 15. maj 2017. Hentet 18. april 2017.
158. ↑  "Hunter T.7". Arkiveret fra originalen 30. juni 2017. Hentet 18. april 2017.
159. ↑  Burke, Damien. "Thunder & Lightnings - Hawker Hunter - Survivor XL565 (composite with WT745)". thunder-and-lightnings.co.uk. Hentet 3. januar 2017.
160. ↑  Burke, Damien. "Thunder & Lightnings - Hawker Hunter - Survivor XL623". thunder-and-lightnings.co.uk. Hentet 3. januar 2017.
161. ↑  Burke, Damien. "Thunder & Lightnings - Hawker Hunter - Survivor XL618". thunder-and-lightnings.co.uk. Hentet 3. januar 2017.
162. ↑  Burke, Damien. "Thunder & Lightnings - Hawker Hunter - Survivor WT651". thunder-and-lightnings.co.uk. Hentet 3. januar 2017.
163. ↑  Burke, Damien. "Thunder & Lightnings - Hawker Hunter - Survivor WT680". thunder-and-lightnings.co.uk. Hentet 3. januar 2017.
164. ↑  Ranter, Harro. "ASN Aircraft accident 07-JUN-1957 Hawker Hunter F.Mk 6 XF525".
165. ↑  "UK Military Aircraft Losses".
166. ↑  Hogenson, Dennis J (29. november 2007). "Aviation Accident Data Summary". National Transportation Safety Board. Hentet 13. februar 2017.
167. ↑  "Private plane used in military exercises crashes near Point Mugu; pilot killed".
168. ↑  "Plane crashes near Point Mugu".
169. ↑  "Shoreham air crash death toll 'rises to 11'". BBC News. 23. august 2015. Hentet 23. august 2015.
170. ↑  Niles, Russ (6. marts 2017). "Air Show Crash Pilot Might Have Confused Aircraft". AVweb. Arkiveret fra originalen 6. marts 2017. Hentet 6. marts 2017.
171. ↑  Green, William and Gordon Swanborough. The Great Book of Fighters. St. Paul, Minnesota: MBI Publishing, 2001. ISBN 0-7603-1194-3.
172. ↑  "Hispano SURA R80 rockets." Flight International. 30 august 1962, p. 159.